# Gobelins (école)
Cet article concerne l'école des métiers de l'image. Pour la station de métro, voir Les Gobelins (métro de Paris). Pour les autres significations, voir Gobelin.
Gobelins, ou Gobelins Paris, est une école publique consulaire créée en 1963 dépendante de la Chambre de commerce et d'industrie de région Paris - Île-de-France. Elle forme aux métiers de la photographie (1963), de la communication et des industries graphiques (1969), du cinéma d'animation (1975), de la vidéo (1984), du design numérique (1991), et plus récemment du jeu vidéo (2011). Elle propose des formations en apprentissage ou à temps plein payantes pour les jeunes et les professionnels. Elle est l'une des 28 formations reconnues du Réseau des écoles françaises de cinéma d’animation (RECA).
Elle dispose de Quatre sites ; l'un situé au 73 boulevard Saint-Marcel à Paris 13, le second avenue Gambetta à Paris 20, le troisième au 11 rue du Ballon à Noisy-le-Grand et le dernier 1 et 3 Esplanade Augustin Aussedat à Annecy.

## Historique
La photographie a été la première spécialisation de l'école. C'est le département cinéma d'animation, fondé en 1975 par Pierre Ayma, qui fit pour beaucoup la notoriété de l'établissement. Celui-ci a formé des animateurs qui ont trouvé leur place au sein de studios comme Disney, Universal, Hanna Barbera, Pixar, Dreamworks, Warner Bros. Pictures, ou Illumination Studios Paris.
Le département vidéo est créé par Daniel Boullay et Guy Chevalier en 1985. Il est passé au numérique en 2000 sous l'impulsion de Daniel Desmoulins.
Depuis 1991, l'école propose aussi des formations multimédia dans les domaines de contenus online et offline débouchant sur des métiers comme la conception, le développement ou le design de produits tels que des sites internet ou intranet, des CD-ROM, des DVD ou des bornes interactives.
L'atelier « design graphique » de l'école existe depuis 1995. Cette formation d'une année concerne des étudiants ayant déjà fait un cursus en arts appliqués, communication visuelle, graphisme, etc. dans d'autres établissements. Le travail des étudiants se fait principalement sur des projets réels avec des demandes assez précises, et un workshop est organisé chaque année avec des étudiants allemands (de Carl-Hofer-Schule) et russes venant de Saint-Pétersbourg.
Des anciens étudiants sont devenus auteurs de bande dessinée ou réalisateurs de dessins animés, comme Pierre Coffin, Riad Sattouf, Yacine Elghorri, Didier Cassegrain, Cromwell, Jean-François Miniac, Riff Reb's, Jenny ou Éléa Gobbé-Mévellec.
Gobelins est le partenaire du festival international du film d'animation d'Annecy depuis 1985, ce qui l'a poussé à proposer une antenne dans la préfecture de Haute-Savoie.

## Formations
En 2022, GOBELINS accueille environ 1200 étudiants, qu'elle forme aux métiers de l'image. Elle propose des formations de niveaux I, II et III (bac + 2 à bac + 5) :
- Site Paris
  - Formations initiales :
    - Concepteur et réalisateur de films d'animation (CRFA) : deux ans, temps plein (niveau I, bac + 5) ;
    - Bachelor Animateur et Réalisateur de Films d’Animation : trois ans, temps plein  (non reconnu)
    - Licence professionnelle gestion de la production audiovisuelle : un an, contrat d'apprentissage ;
    - Licence professionnelle Management de Projets en Communication et Industries graphiques : un an, contrat d'apprentissage ;
    - DN MADE mention Graphisme : parcours design d'identité, design éditorial, design de message : trois ans, temps plein et contrat d'apprentissage ;
    - DN MADE mention Graphisme : parcours designer UI/UX - interface et narration interactives : trois ans, temps plein et contrat d'apprentissage ;
    - Bachelor Graphiste motion designer : trois ans, temps plein et contrat d'apprentissage ;
    - Graphiste motion designer : un an, temps plein ou contrat d'apprentissage ;
    - DN MADE mention Numérique : coder sa créativité - interface et narration interactives : trois ans, temps plein et contrat d'apprentissage ;
    - Design et Management de l'innovation interactive (Expert en création numérique interactive) : deux ans, contrat d'apprentissage (bac + 5) ;
    - Bachelor Game Art : trois ans, temps plein ;
    - Mastère Spécialisé designer d'expérience interactive et ludique : 15 mois, temps plein ou contrat de professionnalisation ;
    - Bachelor Photographe et Vidéaste : trois ans, temps plein ;

- Site Annecy
  - Bachelor Animateur de Personnage 3D : trois ans, temps plein (Antenne Annecy) ;
  - Animateur de Personnage 3D : un an, temps plein (Antenne Annecy) ;

## Récompenses
Les courts-métrages réalisés par les étudiants durant leur scolarité (en fin de deuxième année pour le Festival international du film d'animation d'Annecy, ou à l'issue de la troisième et dernière année de formation) ont remporté des prix dans les festivals internationaux. En 2009, le film de fin d'études Oktapodi a été nommé lors de la 81e édition des Oscars dans la catégorie « meilleur court-métrage d'animation » Academy Awards.
En 2008, le projet Mü remporte le prix toutes catégories du concours de l'Europrix.
En 2009, deux projets des étudiants multimédia sont sélectionnés à l'Europrix : le projet OZ nommé finaliste et Mook-e récompensé du Quality Seal.

## Anciens élèves reconnus
- Simon Andriveau, auteur de bandes dessinées[5] (Le Grand Siècle)
- Yves Bigerel (Balak) : auteur de bandes dessinées et scénariste (Lastman, Les Kassos, Peepoodo, Vermin)

- Éric Bergeron, réalisateur de films d'animation[6] (La Route d'Eldorado, Gang de requins, Un monstre à Paris). Nommé à l'Oscar du meilleur film d'animation 2005. Nommé au César du meilleur film d'animation 2012.

- Didier Cassegrain, auteur de bandes dessinées[7](Code Mc Callum, Tao Bang, L’Heure de la Gargouille)

- Merwan Chabane, auteur de bandes dessinées[8] (L'Or et le Sang, Pour l'Empire)

- Pierre Coffin, réalisateur de films d'animation[9](Pat et Stanley, Moi, moche et méchant, Moi, moche et méchant 2). Nommé à l'Oscar du meilleur film d'animation 2014

- Olivier Coipel, auteur de bandes dessinées[10](Avengers, House of M, Uncanny X-Men)

- Didier David (Cromwell), auteur de bandes dessinées[11](Le Bal de la sueur, Anita Bomba, Le Dernier des Mohicans)

- Alain Delorme, photographe[12]. Lauréat du Prix Arcimboldo 2007.

- Bruno Dequier, auteur de bandes dessinées, directeur d’animation, animateur, réalisateur et storyboardeur (Moi, moche et méchant, Le Lorax, Moi, moche et méchant 2, Un monstre à Paris, Moi, moche et méchant 3)
- Dominique Duprez, dit Riff Reb's, auteur de bandes dessinées[13] (Myrtil Fauvette, À bord de l'Étoile Matutine, Le Loup des mers)

- Yacine Elghorri, auteur de bandes dessinées, concept designer et storyboardeur ( Titan A.E., Futurama, Marvel Comics ).

- David Etien, auteur de bandes dessinées[14] (Les Quatre de Baker Street)

- Éléa Gobbé-Mévellec, animatrice et réalisatrice[15] (Les Hirondelles de Kaboul)

- Alexandre Heboyan, animateur, réalisateur, scénariste et décorateur (Mune : Le Gardien de la Lune, Kung-Fu Panda, Monstres contre Aliens)

- Nicolas Keramidas, auteur de bandes dessinées[16] (Luuna, Tykko des sables, Donjon Monsters tome 12)

- Bertrand Mandico, cinéaste (Les garçons sauvages, Afetr Blue, Conann, Boro in the Box, Ulgra Pulpe)

- Didier Marien, galeriste, expert agréé auprès de la Chambre Européenne des Experts Conseil en Œuvres d’Art (CECOA)[17]

- Adrien Ménielle, acteur, scénariste et auteur de bandes dessinées[18] (Axolot, Les Autres Gens)

- Jean-François Miniac, écrivain, illustrateur et auteur de bandes dessinées[19] (Collection Grandes affaires criminelles - Mort sur le Nil, Outsiders)

- Marion Montaigne, autrice de bande dessinées[20] (Tu mourras moins bête..., Riche, pourquoi pas toi ?)

- Jérémie Moreau, auteur de bandes dessinées[21] (Fauve d'or du meilleur album pour La Saga de Grimr)

- Jenny Rakotomamonjy (Jenny), autrice de bandes dessinées[22] (Pink Diary, Mathilde, La Rose écarlate : Missions)

- Olivier Reynal, réalisateur de films d'animation et directeur de l'animation[23] (La Petite Géante - Directeur de l'animation sur Kirikou et les Bêtes sauvages, Oggy et les Cafards)

- Thomas Romain concepteur de personnages, réalisateur, scénariste et designer (Code Lyoko et Ōban, Star-Racers)
- Simon Rouby, réalisateur de films d'animation[24] (Adama)

- Riad Sattouf, réalisateur et auteur de bandes dessinées[25] (L'Arabe du futur, Les Cahiers d'Esther, La Vie secrète des jeunes, Les Beaux Gosses, Jacky au royaume des filles) César du meilleur premier film 2010

- Renaud Scheidt (Reno), auteur de bandes dessinées[26] (Womoks, Valamon, Aquablue à partir du tome 12)

- Souillon, autrice de bandes dessinées[27] (Maliki, Hello Fucktopia)

- Erwann Surcouf, auteur de bandes dessinées[28] (Erminio le Milanais, Un soir d'été, Le Chant du Pluvier)

- Bastien Vivès : auteur de bandes dessinées[29] (Lastman, Polina, Pour l'Empire, Le Goût du chlore) Prix Révélation du Festival international de la bande dessinée d'Angoulême 2009